# Адельгейда I Кведлинбургская
Адельгейда (нем. Adelheid; 977—14 января 1044)— дочь императора Священной Римской империи Оттона II Рыжего и императрицы Феофано, с 999 по 1044 год возглавляла Кведлинбургское аббатство.

## Биография
Получила образование в Кведлинбургском аббатстве под руководством своей тётки по отцовской линии Матильды, аббатисы Кведлинбурга (умерла 7 февраля 999). Адельгейда была назначена её преемницей. В день святого Михаила того же года Адельгейда была посвящена в аббатисы епископом Хальберштадта Арнульфом в присутствии других епископов и императорского двора.
Вместе со своей старшей сестрой Софией, аббатисой Гандерсхайма, она поддержала на выборах германского короля в Верле в апреле 1002 года Генриха II, выступив против его конкурента Эккехарда Мейсенского. С 1014 по 1043 год была аббатисой Гернроде и Фрозе, в то же самое время управляла аббатством Вреден. Адельгейда была назначена аббатисой монастыря Гандерсхайм после Софии (умерла в 1039), но император Конрад II отказал ей (несмотря на то, что Адельгейда поддержала его на выборах). Она заняла должность лишь после его смерти по решению нового императора Генриха III. 
Похоронена в церкви Святого Серватия в Кведлинбурге.